# Pteronemobius minutus
Pteronemobius minutus är en insektsart som först beskrevs av Bolívar, I. 1910.  Pteronemobius minutus ingår i släktet Pteronemobius och familjen syrsor. Inga underarter finns listade i Catalogue of Life.